# Sportåret 1896

## Händelser

### Allmänt
- 4 juli - Malmö IP invigs.[1]
- 8 september - Stockholms idrottspark invigs.[2]

### Bandy
- 18 januari - Hockeyklubben i Stockholm bildas i Sverige (bandy benämns i Sverige vid denna tid "hockey").[3]

### Baseboll
- Baltimore Orioles vinner National League.[4]

### Boxning
Världsmästare
- Världsmästare i tungvikt – James J. Corbett
- Världsmästare i mellanvikt – title vacant
- Världsmästare i weltervikt – Tommy Ryan
- Världsmästare i lättvikt – vakant → George "Kid" Lavigne
- Världsmästare i fjädervikt – George Dixon
- Världsmästare i bantamvikt – Jimmy Barry

### Fotboll
- Okänt datum - AIK bildar en fotbollssektion.
- Okänt datum - Willem II Tilburg bildas i Nederländerna.
- Okänt datum - FA-cupen vinns av Sheffield Wednesday FC efter finalvinst mot Wolverhampton Wanderers FC med 2 – 1.
- Okänt datum - Skotska cupen vinns av Hearts of Midlothian FC

#### Ligasegrare / resp. lands mästare
- 8 augusti – Örgryte IS blir de första svenska mästarna i fotboll genom att finalbesegra Idrottens Vänner med 3-0 på Skånska Husarregementets plan i Helsingborg.[6]
- Belgien – FC Liegeoise
- England – Aston Villa FC
- Skottland – Celtic FC

### Brottning
- Okänt datum - Det första svenska mästerskapet (i grekisk-romersk stil) hålls och vinnare blev C.W. Nilsson från Hälsingborgs AF.

### Friidrott
- 7-10 augusti - De allra första svenska SM-tävlingarna hålls och Harald Andersson-Arbin sätter där svenskt rekord och inofficiellt världsrekord på 100 meter.

### Golf
- Okänt datum - US Open vinns av James Foulis, Storbritannien
- Okänt datum - British Open vinns av Harry Vardon, Storbritannien

### Hastighetsåkning på skridskor
- 7-8 februari - De sjunde världsmästerskapen i hastighetsåkning på skridskor för herrar anordnas i Sankt Petersburg,  Ryssland. 14 åkare från fyra länder deltar.

### Hästsport
- 6 maj - Vid 22:a Kentucky Derby vinner Willie Simms på Ben Brush med tiden 2.07.75.[7]

### Konståkning
De första världsmästerskapen i konståkning anordnas i Sankt Petersburg, Ryssland. Endast tävlingar för herrar anordnas,
- - Herrar:
- 1 Gilbert Fuchs, Tyskland
- 2 Gustav Hügel, Österrike
- 3 Georg Sanders, Ryssland

### Motorsport
- 24 september-3 oktober- Paris-Marseille-Paris-tävlingen hålls på över 1 710 kilometer och vinns av Émile Mayade som kör en Panhard-Levassor 8 hp-modell på tiden 67:42:58..[8]

### Tennis

#### Herrar
- Wimbledon - Harold Mahony, Storbritannien
- US Open - Robert Wren, USA

#### Damer
- - Wimbledon - Charlotte Cooper, Storbritannien
  - US Open – Elisabeth Moore, USA

### Volleyboll
- 7 juli - Vid Springfield Collage spelas första volleybollmatchen. [9]

## Evenemang
- 6-15 april - Olympiska sommarspelen 1896 äger rum i Aten, Grekland
- De första svenska mästerskapen i friidrott anordnas, men endast för män.

## Födda
- 18 januari – Ville Ritola, finländsk friidrottare, långdistans
- 14 maj – Olle Rimfors, svensk utförsåkningspionjär

### Fotnoter
1. ↑  ”IFK Malmö”. Arkiverad från originalet den 29 augusti 2012. https://web.archive.org/web/20120829144255/http://www.ifkmalmo.com/index.php?id=cga41yao7it6sic58wz117659cfhsxr9. Läst 9 oktober 2011.
2. ↑  ”Bolletinen”. Januari 2002. http://www.bolletinen.se/sfs/allsvenskan/serien100.pdf. Läst 9 oktober 2011.
3. ↑  Åke Jönsson (25 januari 2006). ”Prinsessan på isen” (på svenska). Populär historia. https://popularhistoria.se/vardagsliv/sport/prinsessan-pa-isen. Läst 2 september 2011.
4. ↑  ”The 1896 Season” (på engelska). Retrosheet. http://www.retrosheet.org/boxesetc/1896/Y_1896.htm. Läst 19 juli 2015.
5. ↑  ”Cyber Boxing Zone”. Arkiverad från originalet den 20 juni 2009. https://www.webcitation.org/5hg1si20f?url=http://www.cyberboxingzone.com/boxing/pastchp.htm. Läst 20 juni 2009.
6. ↑  Jimmy Lindahl (20 maj 2000). ”Svenska mästare i fotboll 1896–1925”. Bolletinen. http://www.bolletinen.se/sfs/allsvenskan/sm1896.pdf. Läst 10 oktober 2011.
7. ↑  ”Chronology of Sports”. Arkiverad från originalet den 4 oktober 2011. https://web.archive.org/web/20111004143035/http://worldtimeline.info/sports/spor1890.htm. Läst 19 juli 2011.
8. ↑  1896 Grand Prix and Paris Races Arkiverad 24 september 2015 hämtat från the Wayback Machine.. läst 7 september 2009.
9. ↑  ”History of Volleyball”. Volleyball World Wide. Arkiverad från originalet den 13 maj 2011. https://web.archive.org/web/20110513035616/http://www.volleyball.org/history.html. Läst 23 april 2011.